# Claude Masse (avocat)
Pour les articles homonymes, voir Claude Masse et Masse (homonymie).
Claude Masse (1948-2004) est un avocat et un professeur québécois. Il est surtout connu pour avoir été le père de la loi sur la protection du consommateur. Il a aussi été le bâtonnier du Québec de 1996 à 1997.

## Honneurs
- Médaille du Barreau du Québec, 2002
- Prix de la justice du Québec, 2002
- Prix de l'Office de protection du consommateur, 2004